# Kosmos Uitgevers
Kosmos Uitgevers is een Nederlandse uitgever van informatieve non-fictie boeken gevestigd in Utrecht. De huidige uitgeverij werd in 1992 opgericht uit een fusie tussen Uitgeverij Kosmos en Uitgeverij Zomer & Keuning. De uitgeverij ging verder onder de naam Kosmos Z&K Uitgevers en werd opgenomen in het concern NDC VBK. In 2007 werd de naam van de uitgeverij veranderd in Kosmos Uitgevers. 

## Geschiedenis
De oorspronkelijke uitgeversmaatschappij Kosmos werd in 1923 gesticht. Zij kwam voort uit de technische uitgeverij en kantoorboekhandel van de Wed. J. Ahrend & Zoon te Amsterdam en werd bekend door het aanwerven van bekende grafische kunstenaars die boekbanden en omslagen ontwierpen, bijvoorbeeld André Vlaanderen en Anton Kurvers. Tot 1960 werden er ca. 500 boeken uitgegeven op het gebied van architectuur, fotografie, maar ook literatuur.

## Thema's uitgeverijen
Tot 2007 bestond Kosmos Z&K uit de fondsen Groenboekerij, Lifetime, Kosmos non-fictie, Servire, Spirit, Culinaire Boekerij en Kosmos Reisgidsen. In 2007 ging een nieuw merkenbeleid van start en werden de boeken thematisch verdeeld over de volgende uitgeverijen:
- Kosmos Actualiteit en geschiedenis
- Kosmos Gezin & Gezondheid
- Kosmos Reizen & Vrije tijd
- Kosmos Tuinieren en Wonen
- Kosmos Spiritualiteit & Persoonlijke groei
- Kosmos Eten & Drinken
- Servire

## Auteurs
Onder de bekendste buitenlandse auteurs die hun werk bij Kosmos Uitgevers hebben ondergebracht, vallen onder anderen Jamie Oliver, Matt Skinner, Char, Corinne Maier en Rhonda Byrne, schrijfster van The Secret. Enkele Nederlandse auteurs die voor Kosmos hebben gekozen zijn Rob Verlinden, de topkoks Pierre Wind en Herman den Blijker en wijnjournalist Cuno van 't Hoff.

## Tirion
In 2014 werd Tirion Uitgevers in het bedrijf opgenomen. Het werd aan het begin van de jaren 80 van de twintigste eeuw opgericht. Ze specialiseerde zich in geïllustreerde non-fictie en richtte zich zowel op consumenten als op professionals met uitgaven op het gebied van sport, natuur en hobby en vrije tijd. Auteurs zijn onder andere Hans Böhm, Mario van der Ende, Toon Gerbrands, Marc Lammers en Vera Pauw. Van 2009 tot 2012 was Tirion gefuseerd met Uitgeverij De Fontein.